# OnDijon
 (mars 2022).
OnDijon est un programme réalisé par la Métropole de Dijon qui vise à optimiser la gestion des services publics urbains. Il regroupe la direction de plusieurs de ces services auparavant séparés au sein d’un poste de commandement unique. Celui-ci s’appuie sur l’ensemble des données récoltées par la métropole pour permettre une intervention plus optimisée et intelligente de ses agents. Elle est un exemple de Smart city en France.

## Fonctionnement et organisation
Inauguré le 11 avril 2019, le poste de pilotage central de OnDijon remplace 6 postes de contrôles antérieurs. Il permet une organisation transversale entre les différents services et ses différents agents pour mieux coordonner leurs actions sur le territoire. Le consortium d’entreprises composé de Bouygues Énergies et Services, Citélium, Capgemini et Suez a été choisi dans le cadre d'un marché public . Le contrat est évalué à 105 millions d’€ sur une durée de 12 ans, dont 53 millions financées par des partenaires publics (région Bourgogne Franche Comté, Ville de Dijon, Métropole de Dijon, FEDER).

### La collecte des données sur le territoire pour l’aide à la décision
Le poste centralise la collecte des données sur l’ensemble de la métropole. Il dispose pour cela des données récupérées sur l’ensemble des équipements publics disposant de capteurs. À ce titre, 269 caméras de protection ont été remplacées et 115 seront prochainement installées. Les places de stationnement en hyper centre sont également équipées de capteurs pour détecter les stationnements abusifs. La remontée d’information se fait également grâce à la participation active des citoyens. Le centre traite les 630 appels de signalement quotidiens, qui ont permis de lancer plus de 450 procédures d’intervention. Depuis le 30 octobre 2021, l’application OnDijon permet aux usagers de faire remonter un désordre sur la voie publique et suivre sa résorption (sac poubelle sur le trottoir, mur tagué, éclairage en panne…).

### Intervention coordonnée des moyens
C’est depuis ce poste unique de 1 200 m2 occupé par 50 agents (agents publics et employés des entreprises partenaires) qu’est mobilisé l’ensemble des ressources de la métropole. Les équipes y suivent l’état et l’activité des équipements urbains connectés pour une meilleure gestion des interventions sur la voirie. Ils peuvent gérer à distance l’ensemble des équipements publics sur la voirie : bornes escamotables, éclairage, vidéoprotection, services de voirie, feux de circulation. 
En cas de problème signalé, grâce à un système de géolocalisation, l’équipe la plus proche est alors envoyée sur place. 

### Une infrastructure intelligente
Les équipements publics recueillent un certain nombre de données qui sont traitées directement en interaction avec d’autres services. Le service de bus DiVia a mis en place la géolocalisation de 180 bus qui ont la priorité sur 113 carrefours : les feux tricolores passent au vert à leur approche.
Sur l’éclairage public, un gain de plusieurs dizaines de millions d'euros est attendu, notamment en équipant en LED 34 000 points lumineux. « Ces millions d'euros économisés sont réinjectés dans le projet sous forme d'investissements, comme le déploiement de 140 kilomètres de fibre optique », explique Denis Hameau, adjoint chargé de la Smart City à Dijon

## Open data
Le volet Open Data est un pan important de OnDijon. Les données sont considérées comme un bien commun au cœur de l’action territoriale, que la métropole de Dijon entend ouvrir à la disposition de tous sur les domaines de l’éclairage, de l’eau…[passage promotionnel] Les citoyens, chercheurs et journalistes peuvent s’informer via ce biais dans une perspective de transparence de l’action publique[passage promotionnel]. Elle entend également offrir aux entreprises de la tech ces données pour proposer un service à valeur ajoutée et penser l’action publique de demain[passage promotionnel]. C’est pensé comme un levier pour le développement d’un environnement de start-ups du numérique et d’attractivité du territoire[passage promotionnel].

### Protection des données
Cette utilisation massive de données dans toujours plus de secteurs de l’intervention publique pose la question de leur sécurisation. La métropole de Dijon en est l’unique propriétaire pour en garder la maîtrise et s’engage sur leur anonymisation. Elle a également recruté un délégué à la protection des données en lien direct avec la CNIL et s’est doté d’un comité d’éthique à la gestion des données personnelles dans sa gouvernance. La métropole affirme respecter la RGPD, les recommandations de l’ANSSI et dit se préparer à d’éventuelles attaques informatiques.